# Uničevanje spomenikov Aleksandra Puškina v Ukrajini
Rušenje spomenikov Aleksandru Puškinu v Ukrajini se je začelo med rusko-ukrajinsko vojno. Med rusko invazijo na Ukrajino leta 2022 se je zelo razširilo, Ukrajinci pa so ga poimenovali Puškinopad (Пушкінопад). Ta val rušenja je povezan s procesom derusifikacije v Ukrajini. Tisti, ki rušenju spomenikov nasprotujejo, so poudarili, da gre za del ukrajinske zgodovine.

## Zgodovina
Odnos do spomenikov Puškinu je kmalu postal zelo podoben "Leninopadu". Prvi splošno znani dogodek je bil demontaža spomenika Puškinu v Mukačevu 7. aprila 2022. V Užgorodu in Ternopilu so 9. aprila razstavili spomenike ruskemu pesniku. 22. marca 2022 je prebivalec Ternopila z rdečo barvo pobarval spomenik Puškinu iz leta 1961 in nanj napisal "Ustavite vojno". S svojim dejanjem je izrazil zahtevo za demontažo spomenika. Prve pobude za porušitev so se sicer pojavile leta 2014, po začetku rusko-ukrajinske vojne.
11. aprila 2022 je bil v vasi Zabolotivci v Lvovski oblasti razstavljen Puškinov doprsni kip.
19. aprila 2022 so v Kropivnickem predlagali odstranitev spomenika Puškinu, ki trenutno stoji v bližini Fakultete za pedagogiko.
26. aprila 2022 je bil v vasi Puškino v beregivskem okrožju v Zakarpatski oblasti porušen spomenik Aleksandru Puškinu. Pričela so se sestankovanja za preimenovanje vasi.
28. aprila 2022 so v Konotopu demontirali spomenik Puškinu, zanimivo pa je, da je bila glava med demontažo spomenika odtrgana.
30. aprila 2022 je bil v Černigovu razstavljen spomenik Puškinu.
V Zaporožju so razstavili doprsni kip ruskega pesnika Aleksandra Puškina. Doprsni kip iz kovanega bakra je stal v mestu več kot 20 let in je bil z dovoljenjem županstva razstavljen 26. julija zvečer.
1. septembra 2022 so v Kijevu na ozemlju gimnazije št. 153 (poimenovane po Puškinu) razstavili Puškinov doprsni kip.
11. oktobra 2022 so neznanci demontirali drugi Puškinov doprsni kip pred Nacionalno prometno univerzo v Kijevu. Soustanovitelj projekta "Dekomunizacija Ukrajina" je dejal, da je bila demontaža posvečena poročniku oboroženih sil Ukrajine Denisu Antipovu, vzdevku "Buk" - znanemu javnemu aktivistu, učitelju korejskega jezika na Nacionalni šoli Taras Ševčenko. Univerze v Kijevu, ki je umrl maja 2022 v boju z ruskimi okupatorji.
9. novembra 2022 je bil Puškinov doprsni kip, ki je stal na Pesniškem majdanu v Harkovu, razstavljen in poslan v hrambo. Harkovski mestni svet je izjavil, da je treba ta spomenik in morda še druge ohraniti, vendar bodo prebivalci o tem vprašanju odločali v miru.
11. novembra 2022 so v Žitomirju razstavili spomenik Puškinu.
11. novembra 2022 je bil spomenik Puškinu v mestu Žmerinka razstavljen.
16. novembra 2022 se je Puškinova avenija v Dnipru preimenovala v Avenijo Lesje Ukrajinke. Spomenik Puškinu, ki je tam stal, so 16. decembra 2022 razstavili.
17. novembra 2022 so v Črnovicah razstavili kip Puškina.
20. novembra 2022 so neznanci v Nikopolu podrli doprsni kip Puškina.
21. novembra 2022 so v Kremenčuku razstavili spomenik Puškinu.
29. novembra 2022 so v Mikolajivu odmontirali spominsko ploščo Puškinu.
29. novembra 2022 so v Ananivu razstavili spomenik Puškinu.
9. decembra 2022 so spomenik Puškinu v mestu Tulčin razstavili.
Spomenik Puškinu v Dnipru so razstavili 16. decembra 2022.
23. decembra 2022 so v Črnovicah razstavili drugo Puškinovo skulpturo.
24. decembra 2022 so ga razstavili v mestu Krolevec.
27. decembra 2022 so Puškinov doprsni kip odstranili s pročelja Dramskega gledališča Črnovice, poimenovanega po Olgi Kobiljanski.
29. decembra 2022 so v Polonnem razstavili doprsni kip.
29. decembra 2022 so v mestu Mikolajiv razstavili drugo spominsko ploščo Puškinu.
30. decembra 2022 so v Kramatorsku razstavili spomenik Puškinu.